# Сан Ђакомо (Лоди)
Сан Ђакомо је насеље у Италији у округу Лоди, региону Ломбардија.
Према процени из 2011. у насељу је живело 39 становника. Насеље се налази на надморској висини од 63 м.